# ニーダーザクセン州議会
ニーダーザクセン州議会（ニーダーザクセンしゅうぎかい、ドイツ語: Niedersächsischer Landtag）は、ドイツの連邦州であるニーダーザクセン州の議会である。

## 政党と議席数
州議会の定数は146。2022年10月9日実施の州議会選挙の結果を受けた会派別の構成は以下の通り。
| 会派名                       | 会派名                       | 議員数                      | 議員数         |
| 会派名                       | 会派名                       | 2022年10月 （州議会選挙後） | 2024年3月 現在 |
| ---------------------------- | ---------------------------- | --------------------------- | -------------- |
| ■社会民主党（SPD）           | ■社会民主党（SPD）           | 57                          | 57             |
| ■キリスト教民主同盟（CDU）   | ■キリスト教民主同盟（CDU）   | 47                          | 47             |
| ■同盟90/緑の党（B90/Grüne）  | ■同盟90/緑の党（B90/Grüne）  | 24                          | 24             |
| ■ドイツのための選択肢（AfD） | ■ドイツのための選択肢（AfD） | 18                          | 17             |
| ■無会派                      | ■ドイツのための選択肢（AfD） | -                           | 1              |
| 合計                         | 合計                         | 146                         | 146            |

## 歴代議長
- 1946年 - 1955年 カール・オルフェルス（ドイツ語版）、SPD
- 1955年 - 1957年 ヴェルナー・ホフマイスター（ドイツ語版）、DP・CDU
- 1957年 - 1959年 パウル・オスカー・シュスター（ドイツ語版）、DP・CDU
- 1959年 - 1963年 カール・オルフェルス、SPD
- 1963年 - 1967年 リヒャルト・レーネルス（ドイツ語版）、SPD
- 1967年 - 1974年 ヴィルヘルム・バウムガルテン（ドイツ語版）、SPD
- 1974年 - 1982年 ハインツ・ミュラー（ドイツ語版）、CDU
- 1982年 - 1985年 ブルーノ・ブランデス（ドイツ語版）、CDU
- 1985年 - 1990年 エツァルト・ブランケ（ドイツ語版）、CDU
- 1990年 - 1998年 ホルスト・ミルデ（ドイツ語版）、SPD
- 1998年 - 2003年 ロルフ・ヴェルンシュテット（ドイツ語版）、SPD
- 2003年 - 2008年 ユルゲン・ガンザウアー（ドイツ語版）、CDU
- 2008年 - 2013年 ヘルマン・ディンクラ（ドイツ語版）、CDU
- 2013年 - 2017年 ベルント・ブーゼマン（ドイツ語版）、CDU
- 2017年 - 2022年 ガブリエレ・アンドレッタ（ドイツ語版）、SPD
- 2022年 -  ハンナ・ナーバー（ドイツ語版）、SPD